# Austrogautieria macrospora
Austrogautieria macrospora är en svampart som beskrevs av E.L. Stewart & Trappe 1985. Austrogautieria macrospora ingår i släktet Austrogautieria och familjen Gallaceaceae.   Inga underarter finns listade i Catalogue of Life.